# Pleurodontidae
Pleurodontidae é uma família de moluscos gastrópodes terrestres Pulmonata. São caracóis nativos da América do Sul e principalmente da América Central, incluindo as ilhas do mar do Caribe, em sua maioria habitando a floresta tropical e subtropical úmida.

## Características da concha
Os Pleurodontidae apresentam conchas com espiral cônica e baixa, circulares, quando vistas por cima ou por baixo, e relativamente lisas. A lateral pode ser arredondada ou formar um ângulo entre a área superior e inferior da concha. Elas podem ser frágeis e apresentar o lábio externo fino e levemente expandido, ou apresentá-lo engrossado e denteado. Também podem apresentar, ou não, um umbílico aprofundado, quando vistas por baixo.

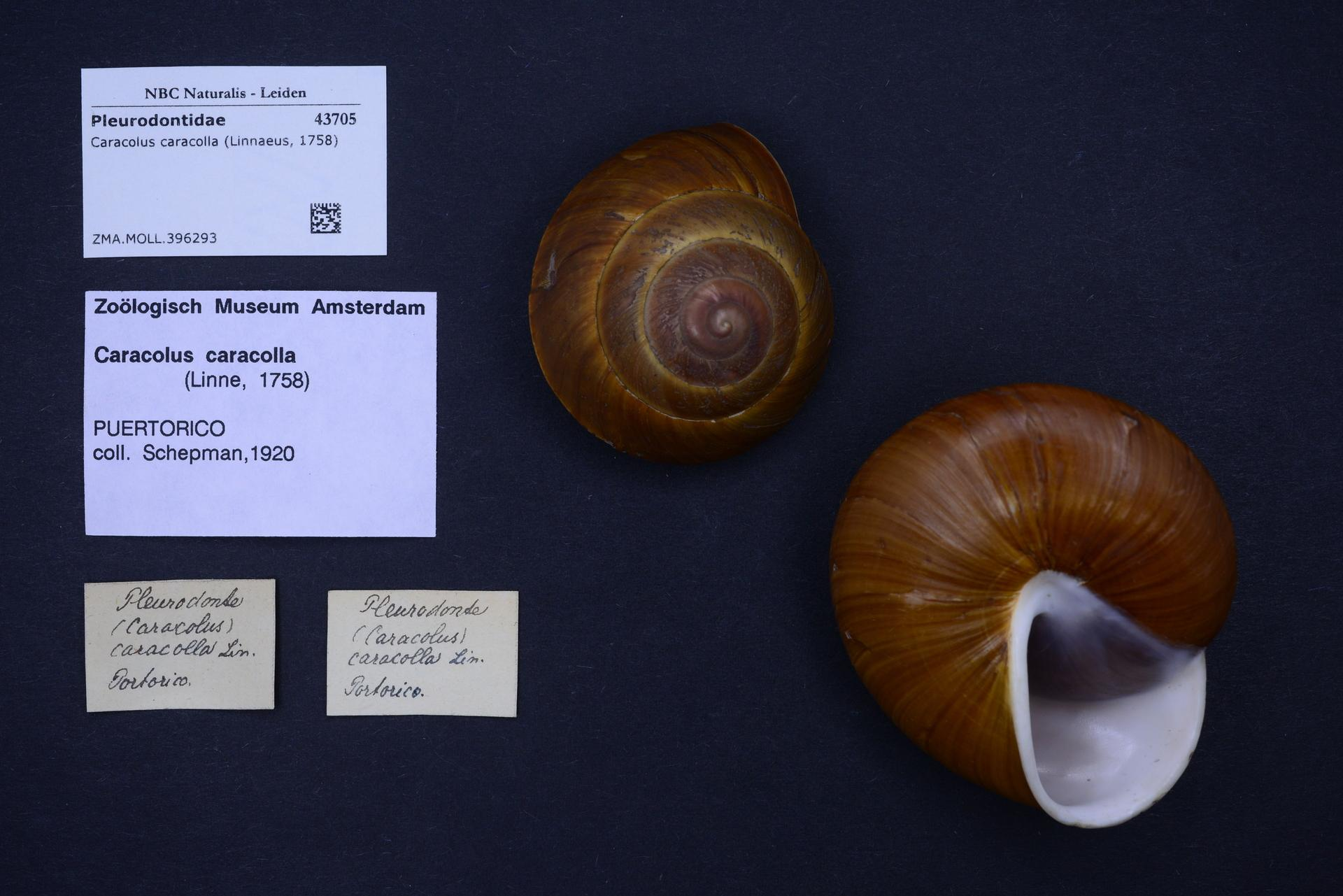
Em um museu, duas conchas de Caracolus caracolla (Linnaeus, 1758), Pleurodontidae de Porto Rico. Observe a ausência de umbílico.
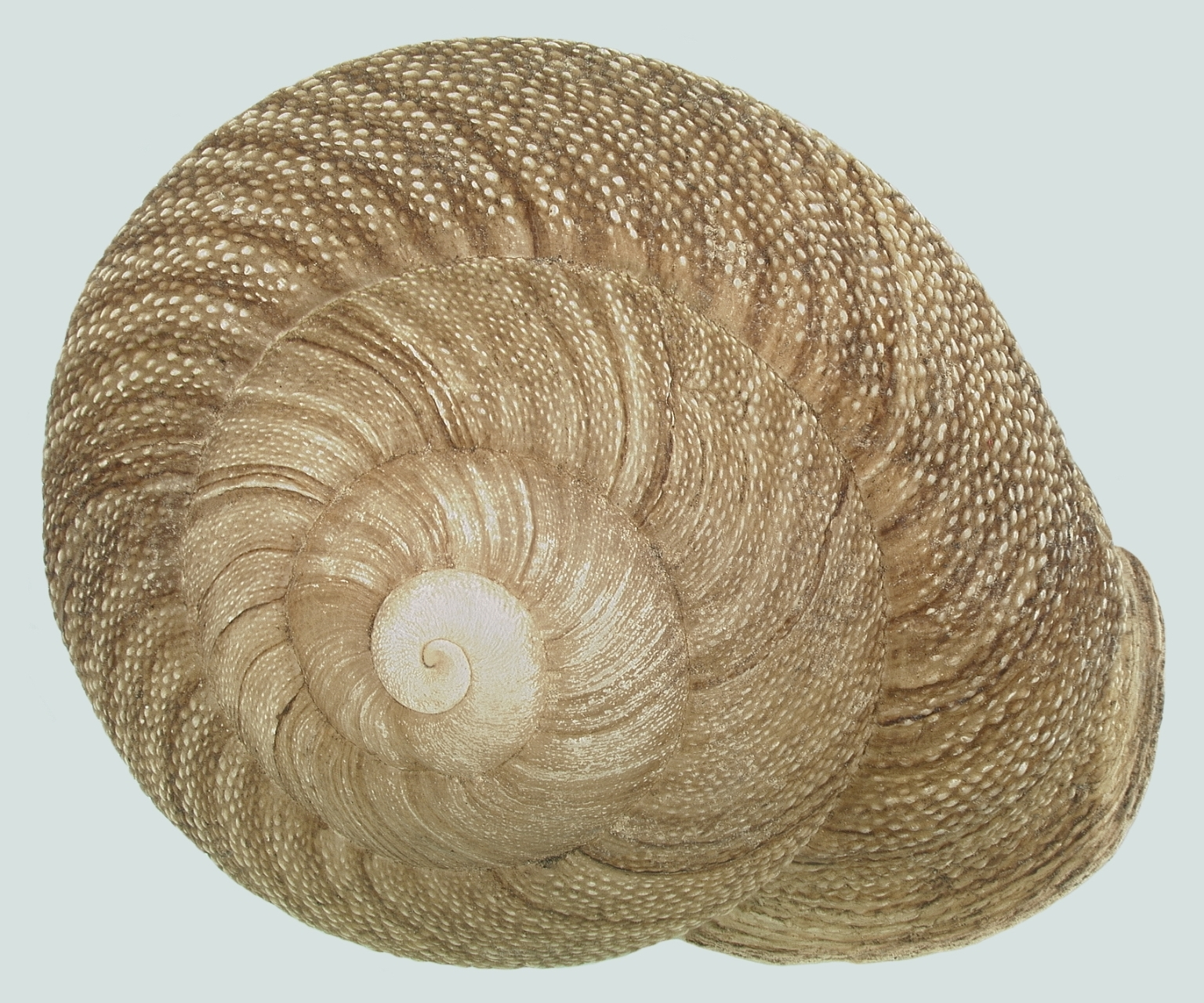
Concha de Polydontes lima (Ferussac, 1821)[7], em vista superior.
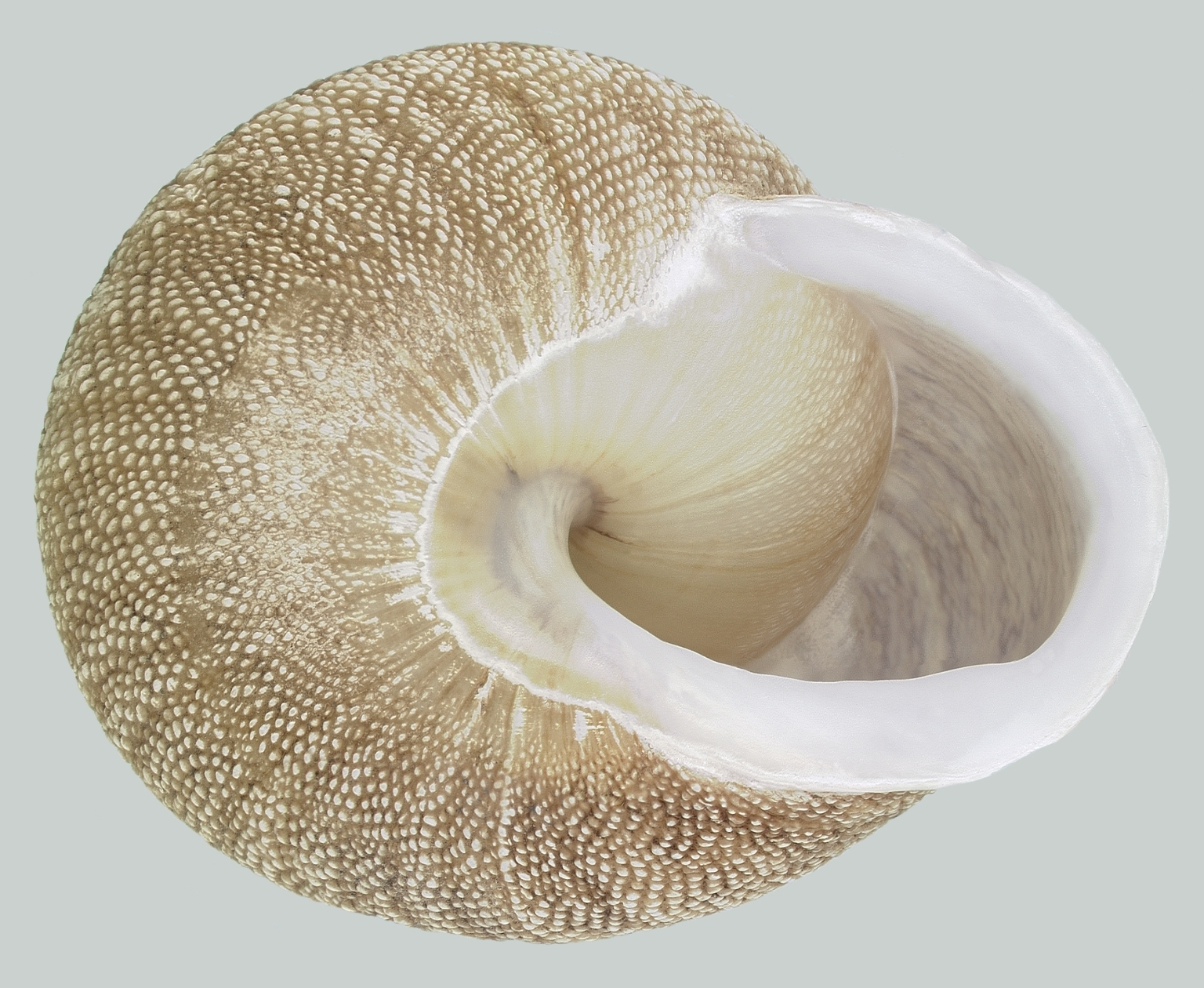
Concha de Polydontes lima (Ferussac, 1821)[7], em vista inferior.
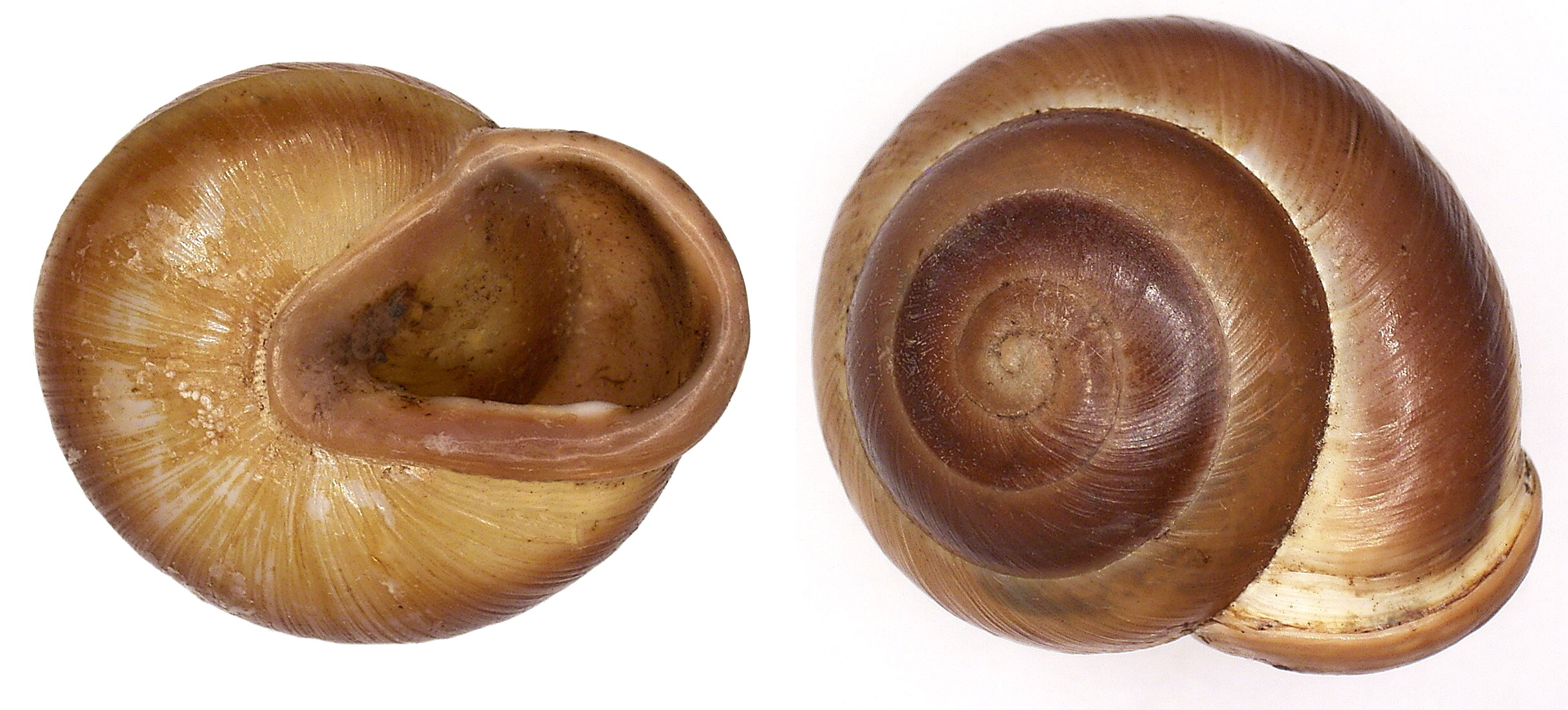
Duas vistas de Pleurodonte isabella (Ferussac, 1821), Pleurodontidae de Barbados.
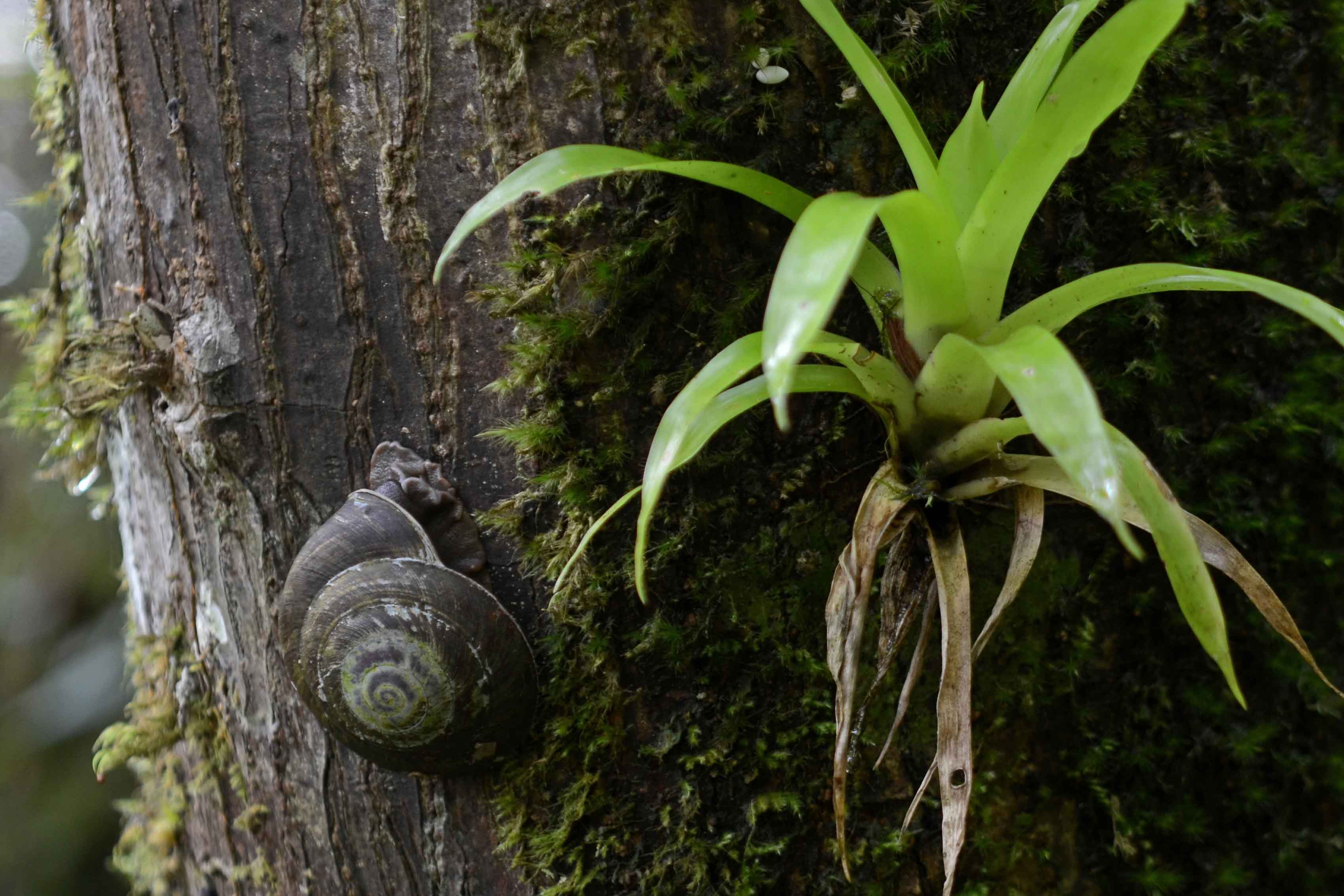
Exemplar de Caracolus caracolla (Linnaeus, 1758), Pleurodontidae de Porto Rico (El Yunque National Forest).

## Taxonomia
Embora o seu nome, ou táxon, tenha sido dado em 1912 por Rodolpho von Ihering, os gêneros subordinados a esta família estiveram até o início do século XXI incluídos na família Camaenidae. Segundo Hartmut Nordsieck, os Camaenidae não são monofiléticos e as subfamílias dos Pleurodontidae, denominadas Pleurodontinae (sem apêndices epifálicos) e Polydontinae (com apêndices epifálicos) devem ser consideradas famílias separadas; estes últimos possivelmente relacionados com Sagdidae. Para mais pesquisa, o exame de Labyrinthus (Pleurodontinae) e Solaropsinae sul-americanos é urgentemente necessário; gêneros como Solaropsis já estiveram sob a denominação da família Solaropsidae e muito de sua classificação continua a ser um assunto de debate.

## Distribuição geográfica
Moluscos da família Pleurodontidae possuem sua área principal de irradiação abrangendo a América Central, ilhas do mar do Caribe, como Cuba, Jamaica e Pequenas Antilhas, e a região norte da América do Sul.
Os únicos quatro gêneros de Pleurodontidae encontrados mais ao sul, no território do Brasil, são Solaropsis, Psadara (considerado subgênero ou sinônimo de Solaropsis, por alguns autores), Olympus (classificado em 2010, de coleta feita no Pico da Neblina) e Labyrinthus. O gênero mais meridional é Solaropsis, podendo chegar, em sua distribuição, da Bolívia até os estados de Minas Gerais, Espírito Santo, Rio de Janeiro e São Paulo.

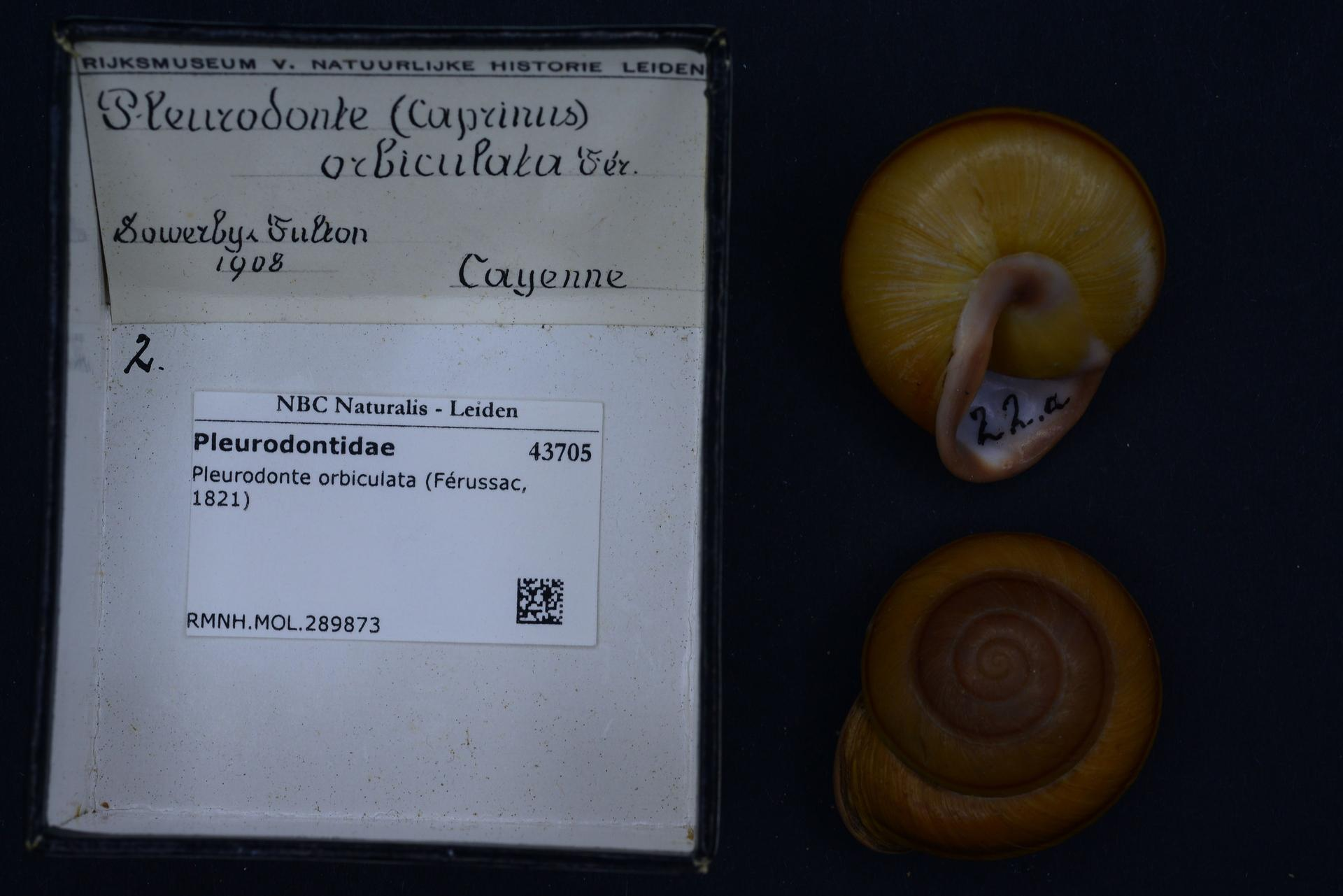
Em um museu, duas conchas de Pleurodonte orbiculata (Férussac, 1821), Pleurodontidae da Guiana Francesa.
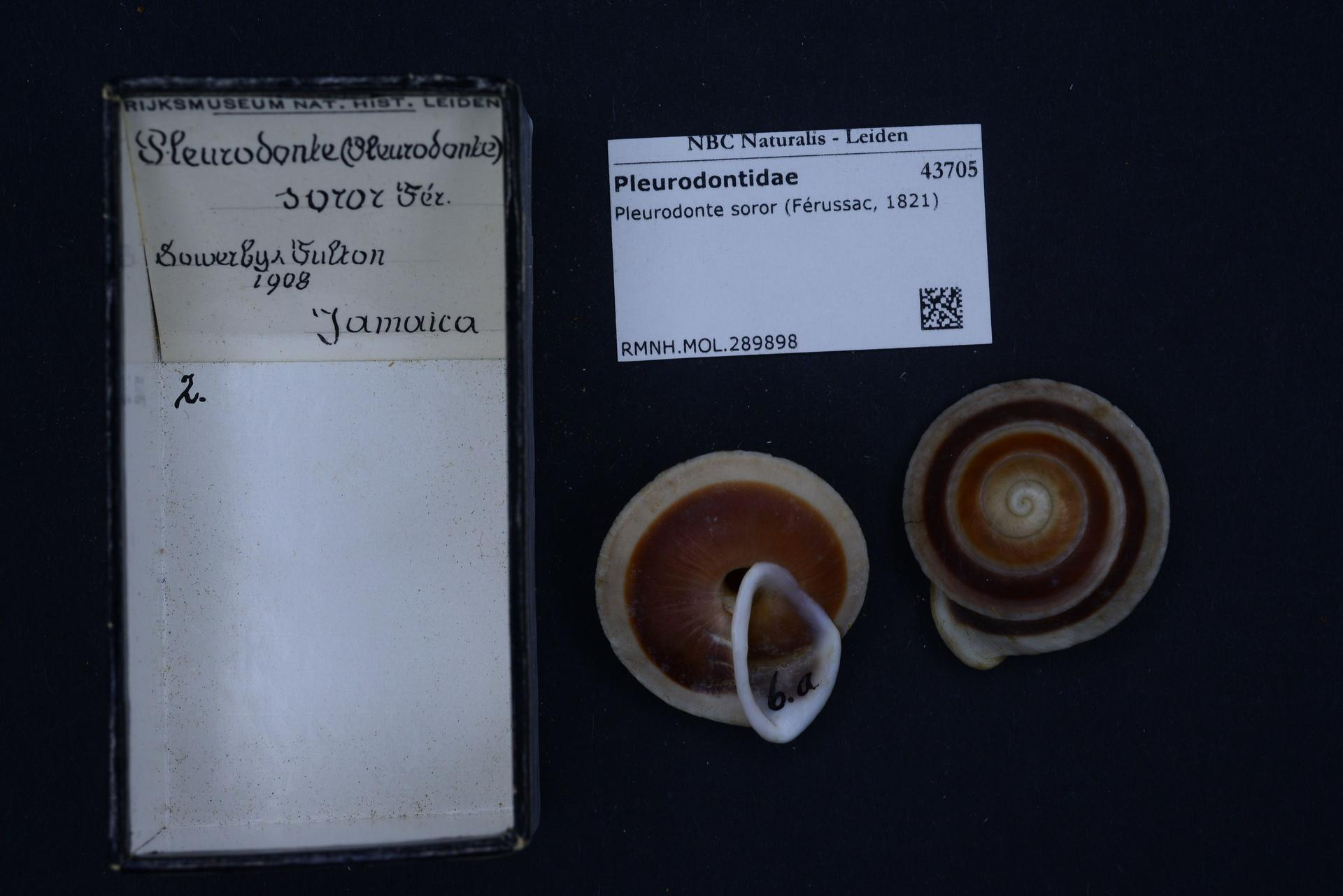
Em um museu, duas conchas de Pleurodonte soror (Férussac, 1821), Pleurodontidae da Jamaica.
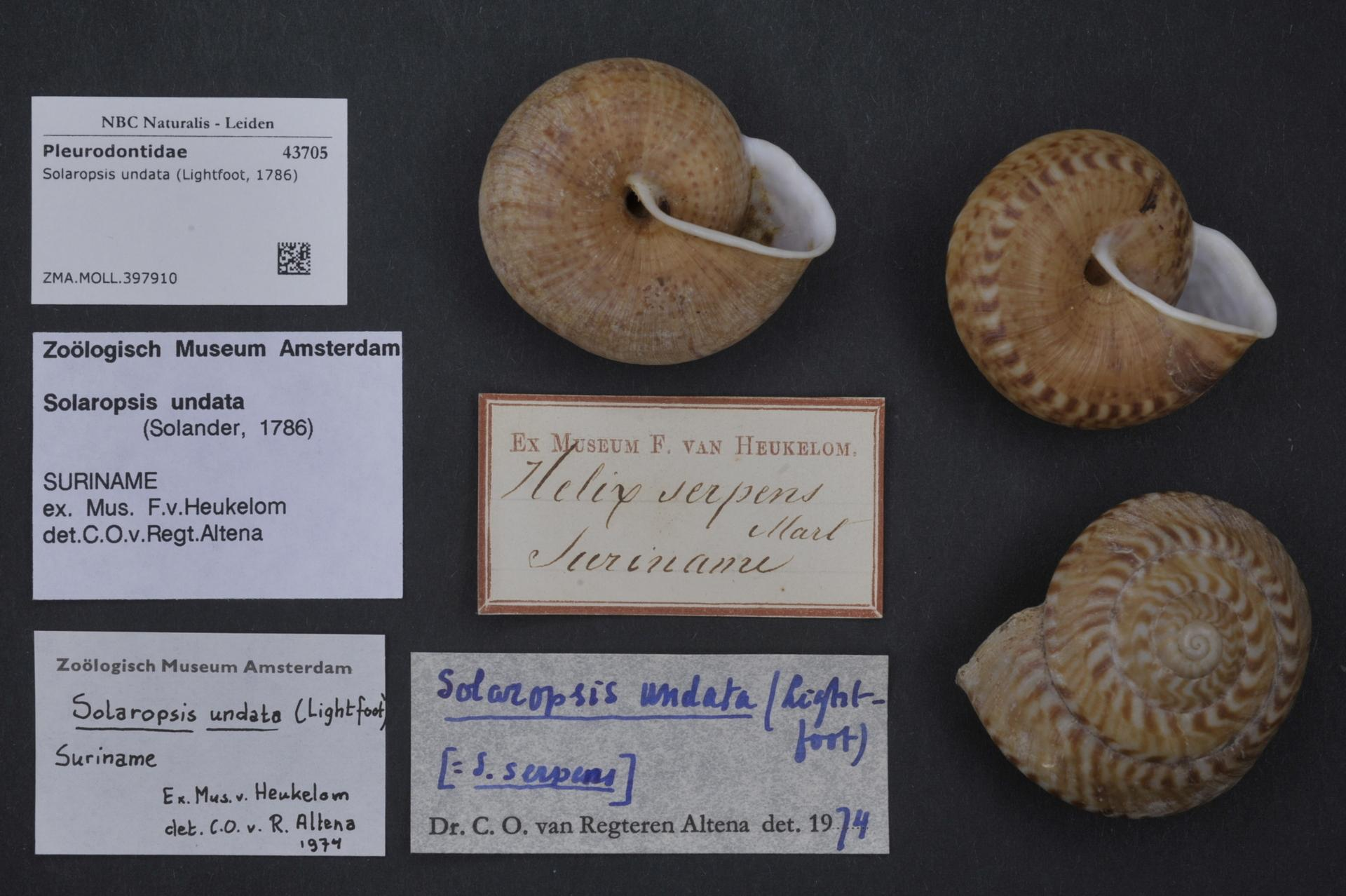
Em um museu, três conchas de Solaropsis undata (Lightfoot, 1786), Pleurodontidae do Suriname.
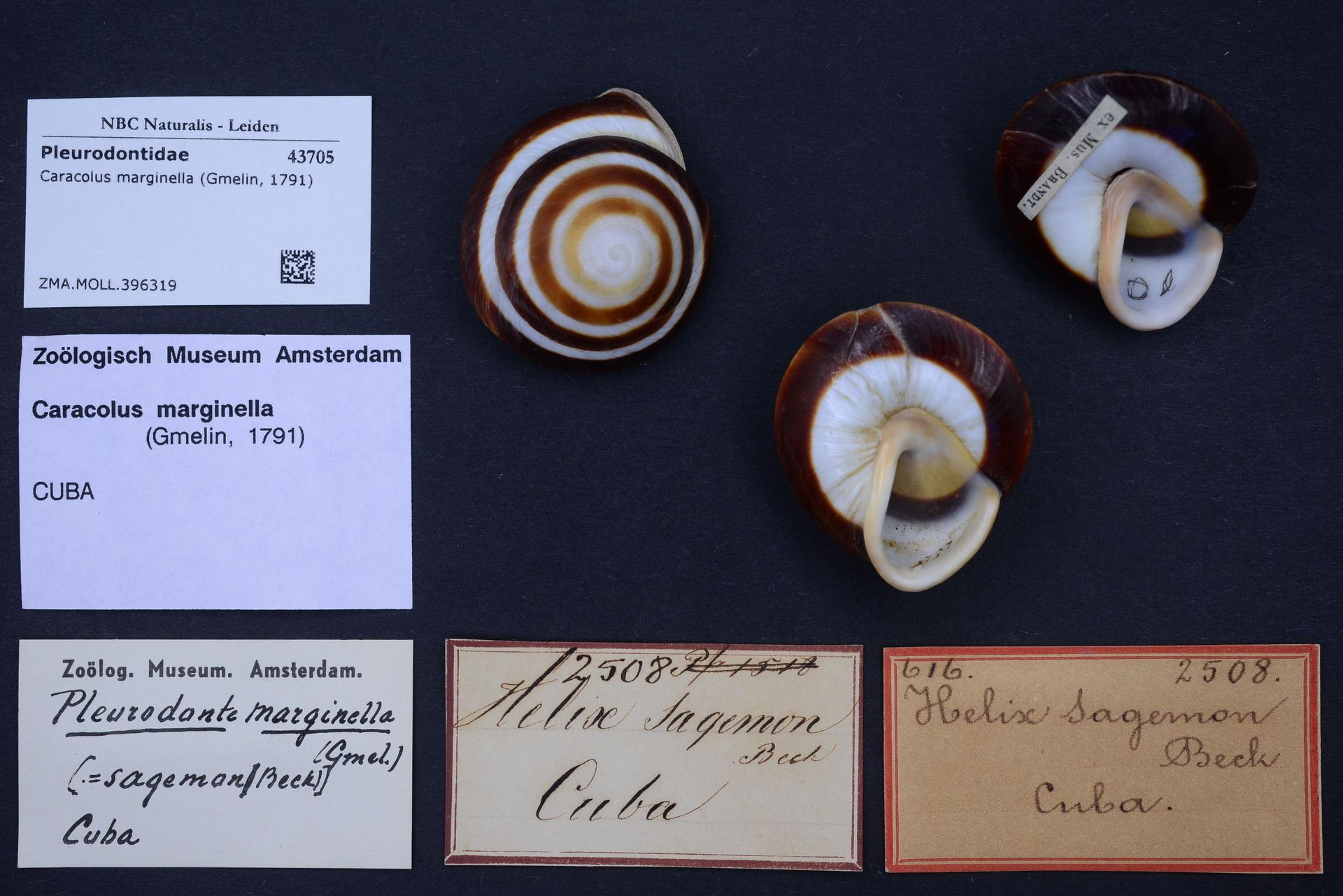
Em um museu, três conchas de Caracolus marginella (Gmelin, 1791), Pleurodontidae de Cuba.
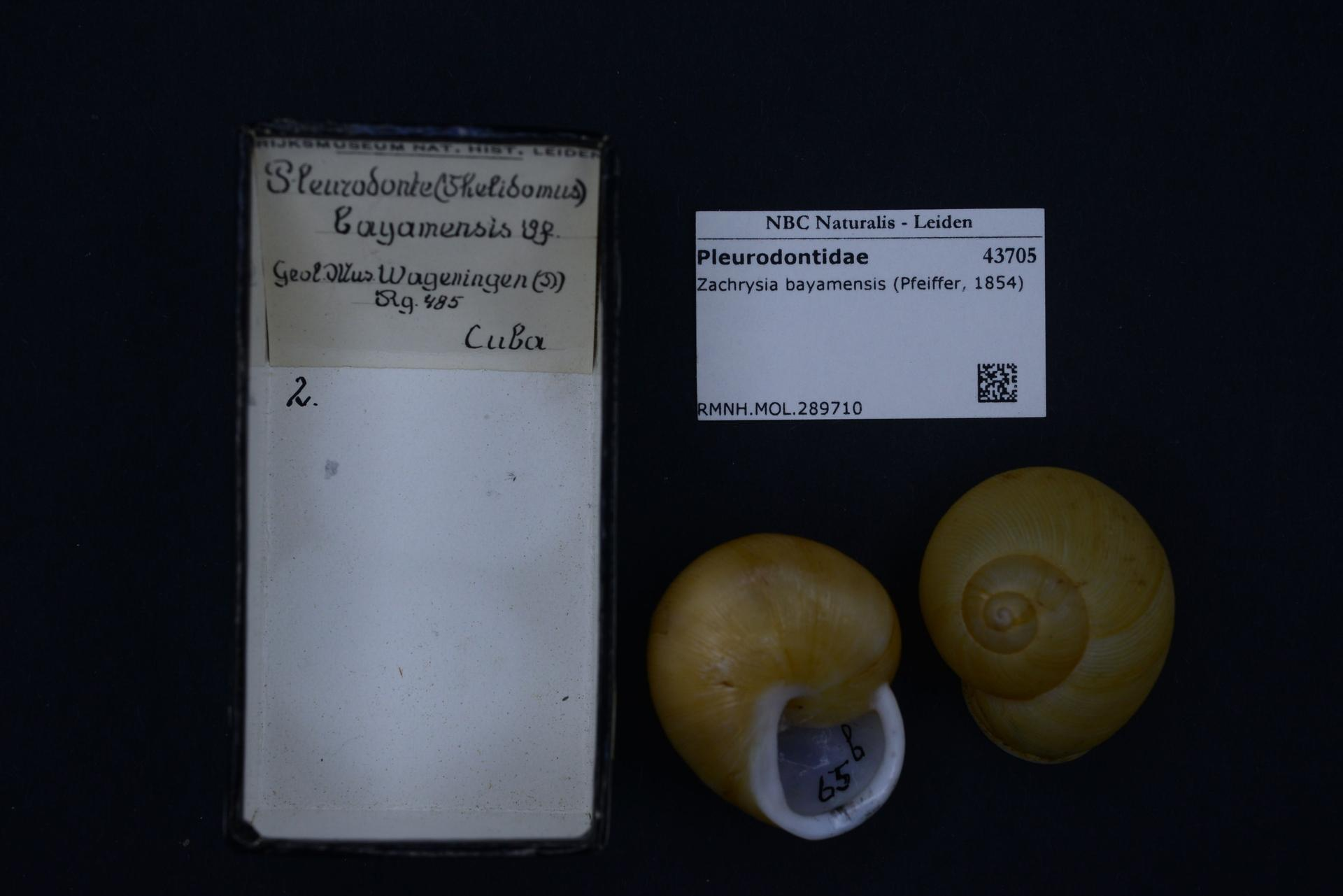
Em um museu, duas conchas de Zachrysia bayamensis (Pfeiffer, 1854), Pleurodontidae de Cuba.

## Gêneros subordinados à famíliaPleurodontidae
- Caracolus Montfort, 1810 (sinônimos: Caracolla Montfort, 1810; Discodoma Swainson, 1840; Serpentulus Adams, 1855; Wurtzorbis)[14][15]
- Coloniconcha Pilsbry, 1933[16]
  - Coloniconcha prima (Pilsbry, 1933) - táxon monotípico (Antilhas, ilha de São Domingos)[16][17]
- Dentellaria Schumacher, 1817 (sinônimo: Lucerna[18] ou Pleurodonte)[19]
- Eurycratera Beck, 1837
  - Eurycratera jamaicensis (Gmelin, 1791) - táxon monotípico (Jamaica)[7][20][21]
- Isomeria Beck 1837[22][23] (subgênero de Lampadion Röding, 1798[7], ou Labyrinthus)[22]
- Labyrinthus Beck 1837 (sinônimo: Lampadion Röding, 1798)[18][23]
- Olympus Simone, 2010[12]
  - Olympus nimbus (Simone, 2010) - táxon monotípico (Brasil, Amazonas)[12]
- Pleurodonte Fischer von Waldheim, 1807[3]
- Polydontes Montfort, 1810[15][24]
- Psadara Miller, 1878 (sinônimo[12] ou subgênero de Solaropsis)
- Solaropsis Beck, 1837[3]
- Thelidomus Swainson, 1840[7]
- Zachrysia Pilsbry, 1894[15]